# Cyanopenthe metallica
Cyanopenthe metallica là một loài bọ cánh cứng trong họ Tetratomidae. Loài này được Champion mô tả khoa học năm 1916.